# 死案：靈魂追兇
《死案：靈魂追兇》（又译作）是由Airtight Games開發並由史克威尔艾尼克斯發行於Microsoft Windows、PlayStation 3、PlayStation 4、Xbox 360和Xbox One平台的动作冒险神秘隱蔽類遊戲，同時也是其第二款以史克威尔艾尼克斯為發行商的作品，遊戲採用第三人稱視角，並於2014年6月至9月間在全球發佈。
玩家扮演一位名叫羅南·奧康納（Ronan O'Connor）的偵探，並在虛構版本的美國麻薩諸塞州塞勒姆活動。故事以羅南追捕一個惡名昭彰的連環殺手「貝爾殺手」（The Bell Killer）為中心。而在遊戲開始前，羅南就被「貝爾殺手」逮到並遭槍殺，導致他在遊戲開始後以鬼魂的姿態回歸，然後羅南被其早已死去的妻子茱莉婭（Julia）告知必須解決「貝爾殺手」的謎團才可重回死亡國度。

## 遊戲玩法
《死案：靈魂追兇》的故事發生在虛構版本的麻省城鎮塞勒姆，採用第三人稱視角遊玩，並由玩家飾演偵探羅南探索市內各處。塞勒姆有多個地方可以探索，如教堂、公寓大樓和墓地等。玩家必須完成關卡才可使故事進程有所進展。遊戲中有數百種可收集的物品，包括「女鬼的訊息」和包含有關羅南生前資訊的各種不同類型的紙屑。主角由於是鬼魂的關係，他具有許多幽靈般的能力，如傳送或侵佔他人身體等。每個區域都有助長關卡或故事進展的線索，而發現方式則類似於《黑色洛城》的搜查方法。

## 開發
《死案：靈魂追兇》的出現是因為史克威爾艾尼克斯想吸引更多的西方市場的玩家。該公司的創意總監鹽川洋介想出一個遊戲點子：由玩家扮演鬼魂，他想到這點子後馬上把它交給Airtight Games的開發團隊。Airtigh Games的CEO馬特·布倫納（Matt Brunner）稱他們收到提案後想到各種圍繞著鬼魂的概念，其中有一些「幾乎都是超級英雄故事」。在接受IGN採訪時，塩川表示自己受到電影《終極警探》的啟發，他自問：「如果約翰·麥克連死了怎麼辦？如果約翰·麥克連被殺該怎做？他會放棄嗎？」塩川認為麥克連不會放棄，即便他是一隻鬼，他還是會想方設法拯救包括他妻子在內的在納卡卡廣場內的人，而這就是遊戲的初始概念。
團隊在整合西方和東方哲學對鬼魂的看法時遇到麻煩。對於此事，布倫納表示：「在我們整合兩種哲學時，對於要如何支持玩家飾演的角色，我們有很多假設是注意不到的。我想說的是，它令我們過了一段很好的一年半來得出這種感覺，這種感覺類似於『什麼，是真的嗎？哦，所以這就是你說的意思。』」。

## 評價
《死案：靈魂追兇》在發售後得到的評價褒貶不一，大多數批評集中在戰鬥貧乏，篇幅短小，重放價值不高和缺乏困難地方方面。不過，遊戲的故事和原創概念也得到一定的讚賞。。Metacritic給予PS4版和PC版本的分數皆是59分，前者根據60條評論，後者根據22條評論，而XBOX版則為根據17評論的50/100分，三者皆屬「好壞參半」。
IGN的露西·奧布萊恩為《死案：靈魂追兇》給出「平庸」的評價，給它5.5/10分並說：「《死案：靈魂追兇》有一些很好的概念，但它們都不夠火候與利用不足，對我們來說缺乏投入性更令這看起來是一款只有一條故事線的遊戲。它以偵探疑案為中心的思想勉強達到標準，但我還是覺得《死案：靈魂追兇》令我過了10個小時沒意義的工作。」。
GameSpot的湯姆·麥克謝（Tom McShea） 則對《死案：靈魂追兇》給予略為負面的6/10分，他稱讚遊戲故事的某些方面並稱：「儘管有些少問題，我還是沒有理由去對《死案：靈魂追兇》不抱任何幻想。即使我知道這遊戲是多麼的荒誕不經，但我仍是對它緩慢發展的故事非常投入。」。
Game Informer的安德魯·雷納（Andrew Reiner）則給該作6.5/10，他總結出他的評論：「《死案：靈魂追兇》是一款前一秒讓我熱烈讚揚，後一秒卻把我拖進泥沼的遊戲。這遊戲值得你付出時間去玩嗎？我想是吧。儘管它有很多缺點，我還是被它娛樂到不想放下的地步。這是一款將令人滿足的謀殺疑案和二流遊戲混在一起的作品。該作的遊戲故事深深贏得我的歡心，你可以在《死案：靈魂追兇》中得到很多樂趣（或許不是），但前提是你要忍受這款低劣的調查遊戲。」。

## 外部連結
- 官方网站
- 互联网电影数据库（IMDb）上《死案：靈魂追兇》的资料（英文）